# Prieuré de Thierenbach
La basilique Notre-Dame de Thierenbach est un ancien prieuré de Clunisiens situé sur la commune de Jungholtz, dans le département du Haut-Rhin en Alsace. 
Le prieuré fut fondé vers 1130 par Pierre le Vénérable abbé de Cluny. Des moines de Cluny occupèrent ce prieuré de 1130 à 1790. La basilique fut détruite lors de la guerre de Trente Ans et reconstruite entre 1719 et 1723 par l'architecte Peter Thumb. Le prieuré fut supprimé à la Révolution française. L'église et l'ancien couvent furent la proie des flammes en 1884, puis restaurés, avant d'être endommagés à nouveau par les bombardements de la Première Guerre mondiale. La nouvelle restauration s'achève en 1932 par l'édification d'un clocher à bulbe d'inspiration baroque. Aujourd'hui, Thierenbach est un important centre de pèlerinage où les fidèles viennent de toute l'Alsace, mais aussi de l'étranger.

## Histoire

### Le nom et l'origine
On ne connaît pas exactement l'origine du nom de Thierenbach. On pense qu'il est dérivé de l'ancienne dénomination du ruisseau appelé Thierbach qui sur 2 kilomètres serpente à travers la forêt jusqu'à l'étang et qui se jette ensuite dans le Rimbach à 800 m du village de Jungholtz. Au cours des siècles le nom changera plusieurs fois : Dirembach en 1138 ; Thyerenbach en 1284.

### Origine du lieu et légende

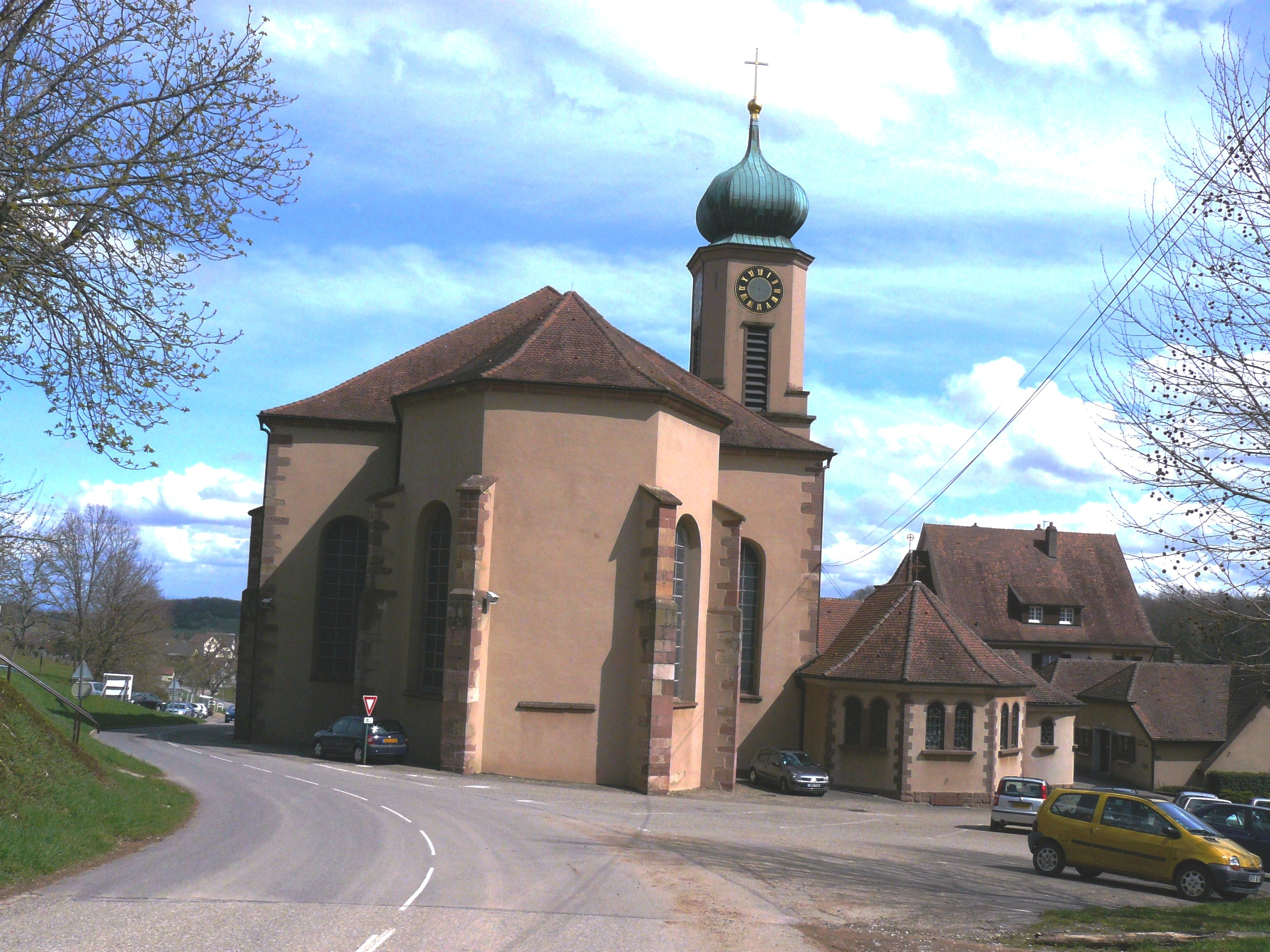
La basilique de Thierenbach (vue arrière).

Vers 730 des moines bénédictins, venus d'Irlande et d'Écosse sont venus s'installer en Alsace dans le but d'évangéliser la population. Ils s'installent et construisent un peu partout des églises et chapelles comme par exemple à Murbach. Ils sont soutenus par les ducs d'Alsace. Quelques religieux auraient créé sur les terres du Rimbach des métairies avec un oratoire. Petit à petit, dès la fin du VIIe siècle ce lieu de culte dont on a retrouvé des traces aurait attiré les fidèles et serait devenu un lieu de rencontre où la population se réunissait. C'est à peu près à la même époque ou peut-être plus tard, qu'une légende commence à circuler : des enfants jouant dans les prés aperçoivent dans le ruisseau un objet qu'ils prirent pour un animal. Ils sortirent l'objet de l'eau et s'aperçurent qu'il s'agissait d'une image de la Vierge qu'ils fixèrent ensuite sur un arbre. Ultérieurement l'image fut récupérée par un ermite qui la déposa dans un oratoire proche du lieu. Mais pour avoir une certitude de l'existence d'une chapelle ou d'une église, il faut s'en tenir au XIIe siècle.

### Fondation d'un prieuré clunisien

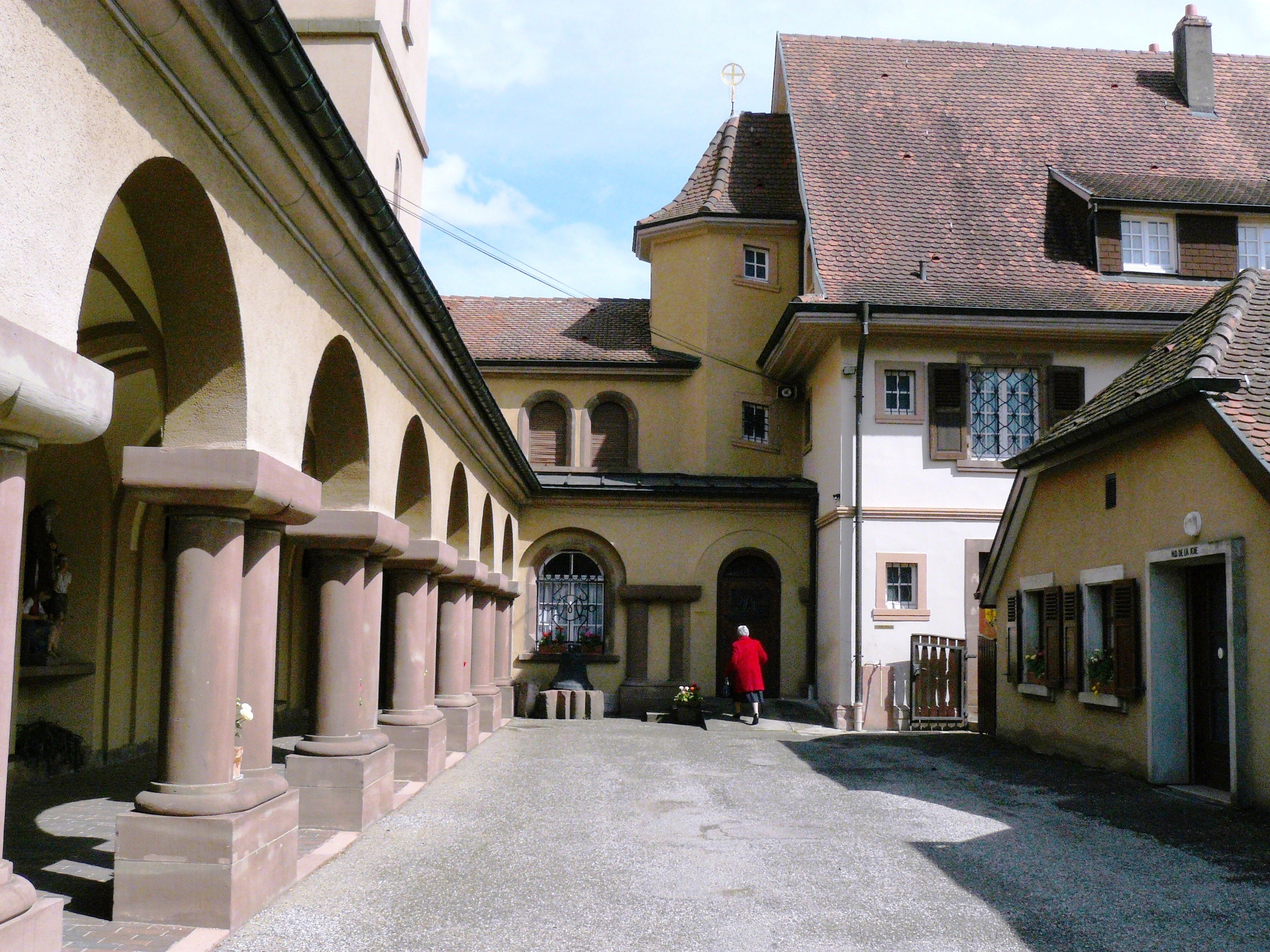
Une partie de l'ancien cloître du Prieuré de Thierenbach.

Selon la tradition, un jeune notable de Soultz, peut être de la famille du landgrave de Hassemberg, ou encore un noble de Waldner de Freundstein fut atteint d'une maladie incurable. Son cas semblait désespéré. Mais comme il désirait ardemment sa guérison, il avait fait le vœu qu'en cas de guérison il donnerait une grande partie de ses biens à la Vierge. Il se rendit à Thierenbach où existait une petite chapelle dédiée à la Sainte Vierge. Il fut exaucé et guérit complètement. Plein de reconnaissance, il tint sa parole et fit don de tous ses biens, notamment de plusieurs vignes et d'une maison à Soultz. Ses largesses permirent ensuite de fonder un couvent où il se fit moine. Il se rendit en pèlerinage à Cluny où il sera reçu dans l'ordre de Saint Benoît. À l'abbaye il fit tellement sensation en parlant de sa guérison que le père abbé, Pierre le Vénérable, résolut de s'y rendre au cours d'un voyage. La beauté du site et la renommée du pèlerinage lui plurent tant, qu'il décida d'y fonder un Prieuré. Un certain comte Udalrich ou Ulrich (probablement d'Eguisheim) se prêta à la réalisation de ce projet. La donation du notable et les offrandes des pèlerins permirent en peu de temps d'ériger un monastère et son église. Un document de 1130 sous Berthold de Neuchâtel, évêque de Bâle mentionne, sur le conseil de Pierre le Vénérable le rattachement du monastère, directement sous la dépendance de l'abbaye de Cluny. Une donation du comte d'Eguisheim, Udalric et les nombreux dons et offrandes permirent la construction d'un deuxième prieuré. Il s'agit donc d'un monastère double : le premier prieuré est réservé aux religieux et le second aux religieuses. Pour subvenir aux besoins, la ville de Soultz dota vers 1135 le prieuré de Thierenbach de vastes domaines fonciers, champs et prés et de l'usufruit de 61 arpents de forêt. Le nombre de religieux ne dépassa jamais la dizaine. Le prieuré de Thierenbach était tenu de verser chaque année en signe de soumission à Cluny un écu d'or. En contrepartie les habitants de Soultz pouvaient participer aux prières et aux messes des moines. La vie des moines et du pèlerinage fut longtemps très populaire. Sous la conduite de leur prieur, les moines menaient une vie exemplaire de fidélité à la règle de Saint Augustin. Ils vivaient pauvrement et rayonnaient dans toute la région.

### Pillé, détruit et reconstruit plusieurs fois

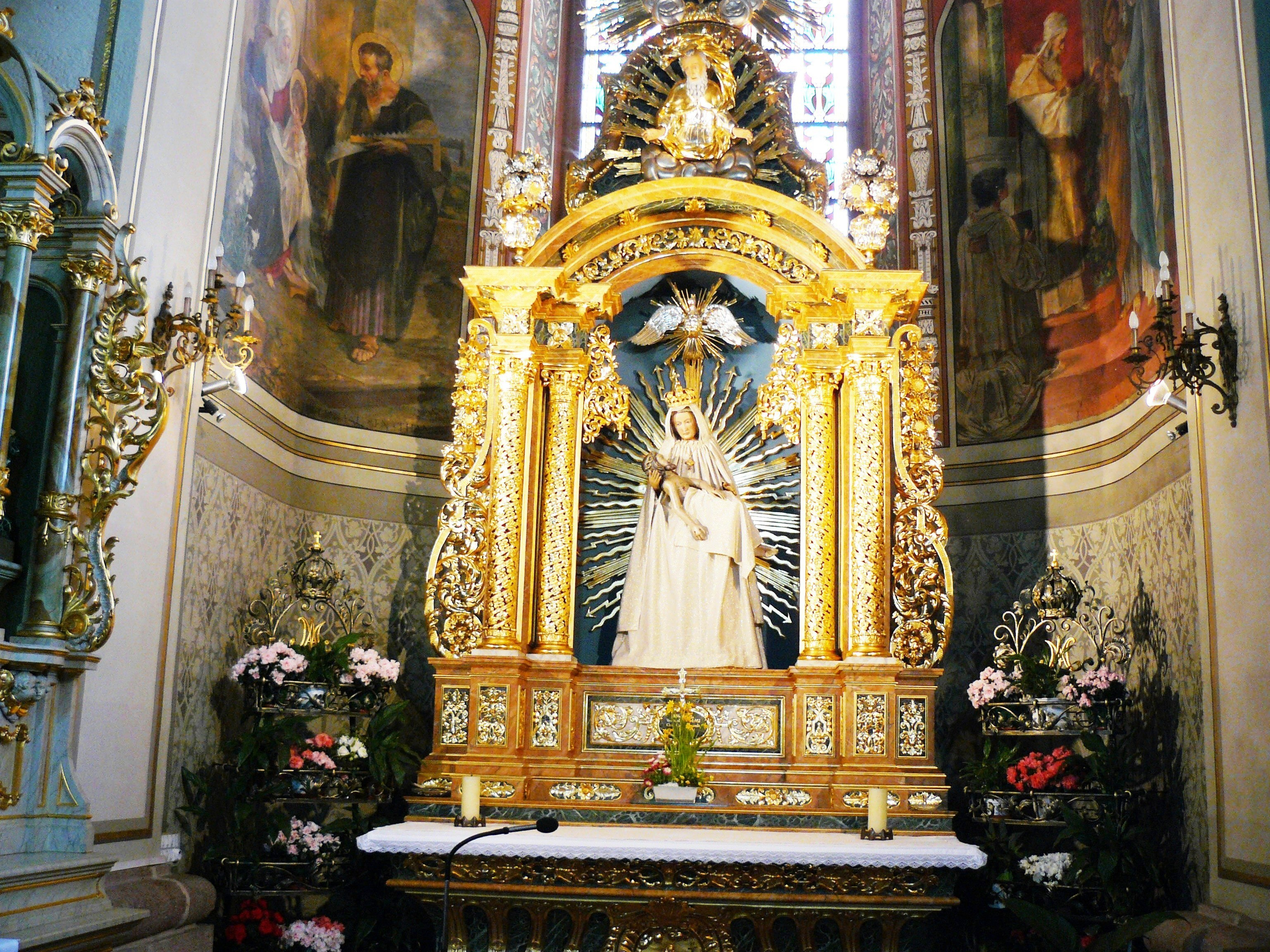
Chapelle avec son autel (1727) et la statue miraculeuse de la Vierge couronnée.

Le monastère dut subir de rudes épreuves à la suite des guerres du Moyen Âge: pillages, incendies, dévastations et même disparition complète. Un premier incendie en 1276 ruina complètement le prieuré. En 1525 ce sont les paysans révoltés venus de Rouffach qui saccagèrent le couvent. Il sera ensuite restauré avec adjonction de parties gothiques à l'église romane primitive. Le monastère doit faire face à d'autres dangers: déclin spirituel, délabrement des bâtiments, tourelle menaçant de s'écrouler. En 1640, au cours de la guerre de Trente Ans le monastère est détruit et les archives furent brûlées. Les religieux quittent Thierenbach et vont se réfugier au Saint-Mont de Remirement. Au retour en 1690, la communauté de moines ne retrouve que des terres en friche et des bâtiments ruinés. Les bâtiments furent par ordonnance royale de 1692, confirmés par le Conseil souverain d'Alsace en 1696. Le prieuré de Thierenbach, sur intervention personnelle de l'évêque de Bâle, est rendu à l'Ordre de Cluny. À l'époque il était d'abord question de le rattacher à un autre monastère. Le prieuré fut ensuite relevé entièrement de ses ruines sous le prieur Antoine Devillers de 1698 à 1715, grâce à de généreux bienfaiteurs. L'église primitive sera démolie en 1700. Un nouvel édifice sera érigé par le célèbre architecte du Vorarlberg, Peter Thumb, dans le style baroque, achevé en 1723 et consacré en 1723 par Jean Baptiste Haus, évêque auxiliaire de Bâle. Le pèlerinage profitera alors d'un nouvel essor par suite d'une très large affluence qui permit un nouvel essor jusqu'à la fin du XVIIIe siècle.

### Thierenbach au cours de la Révolution
La grande Révolution française de 1789 porta un coup mortel au prieuré. Les moines refusèrent de prêter serment à la Constitution civile du clergé. Ils durent abandonner le monastère. Heureusement, la ville de Soultz réussit à prendre en charge l'église et les bâtiments dès 1792. Même durant cette période de terreur, le sanctuaire de Thierenbach resta très fréquenté et de nombreux pèlerins des paroisses des villages environnants vinrent en procession jusqu'au lieu du culte. Le Concordat de 1801 signé par Napoléon Bonaparte rétablit la paix religieuse et le pèlerinage put reprendre sans entrave quelconque. Le pèlerinage fut desservi par les prêtres séculiers de Soultz, sauf pendant une brève interruption. En mars 1848, un prêtre d'Issenheim, Jean Chalbé ouvrit un noviciat à Thierenbach pour Jésuites qui fonctionna jusqu'en 1852. En 1881, Jungholtz fut érigé en commune, et l'église de Thierenbach devint une paroisse. L'abbé Schoech, premier curé pris possession du prieuré qui servira alors de presbytère, d'école, de mairie et de maison forestière jusqu'à l'incendie de 1884. La commune de Jungholtz construisit une nouvelle cure accolée à l'église, restaurée par le curé Schloesser entre 1892 et 1912.

### Thierenbach pendant la grande guerre
Durant la guerre 1914–1918 la région de Thierenbach qui se trouve proche du champ de bataille (Vieil Armand et Sudel) est régulièrement bombardée par l'artillerie française. Ces bombardements sont particulièrement intenses en décembre 1915, janvier 1916 et mars 1918. En janvier 1916 on évacue la population qui se trouve encore sur les lieux. La statue du XVIe siècle de la Vierge trouve d'abord refuge à Niederentzen, puis à Eichhoffen (Bas-Rhin) jusqu'au 11 mars 1919. Après la fin des hostilités, en octobre 1919 et après que l'église fut réparée, la statue de la Vierge retrouve son ancien emplacement. La basilique est entièrement restaurée grâce à l'énergie déployée par le chanoine Alfred Beyer. Un clocher néo-baroque à bulbe est installé en 1932.

### La Seconde Guerre mondiale

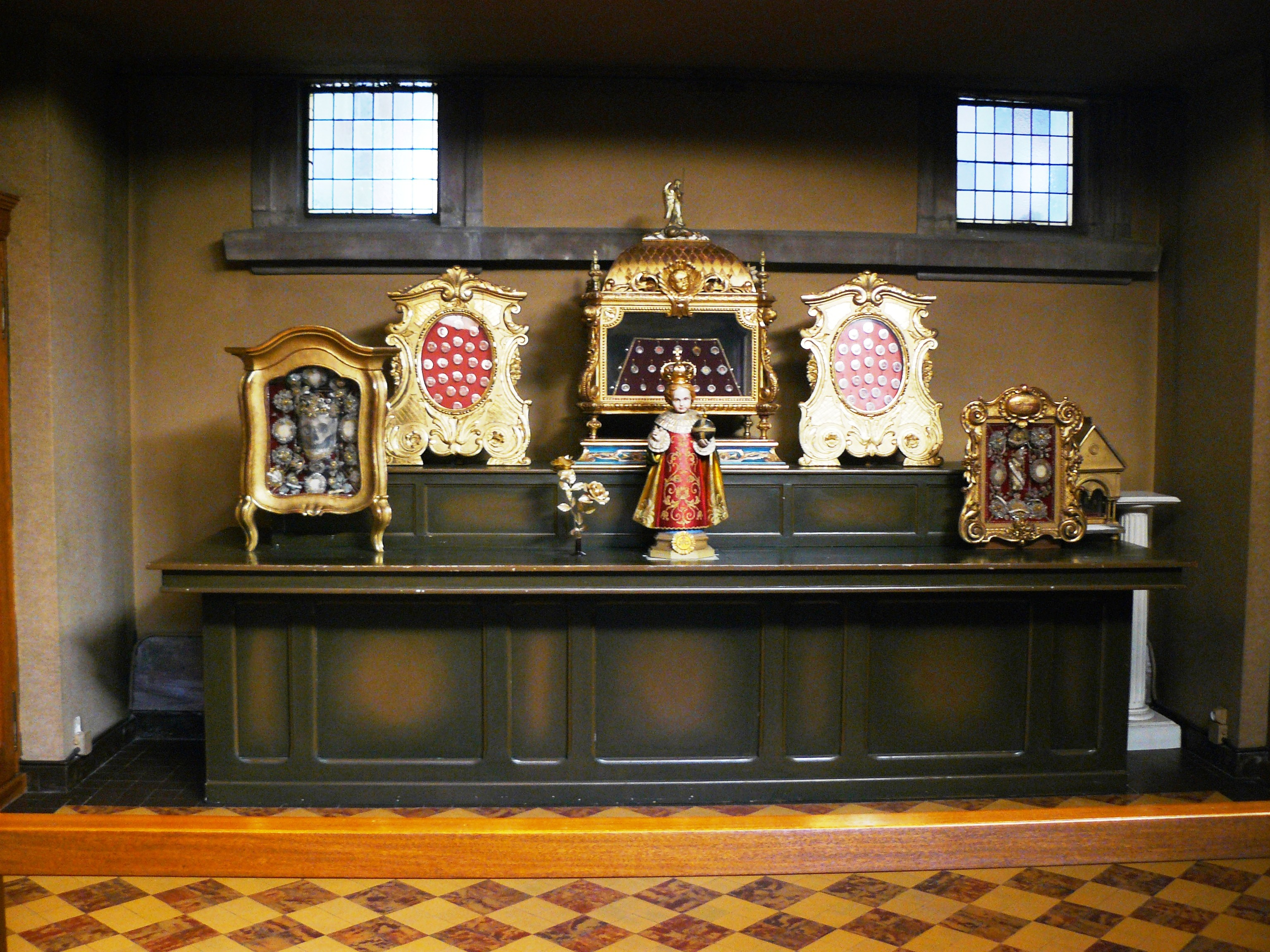
Chapelle du Bon Pasteur.

Durant la Seconde Guerre mondiale, malgré la proximité du front, Thierenbach fut relativement épargné. En 1946 une chapelle des confessions est édifiée et à partir de 1950 la construction d'une nouvelle galerie des pèlerins de style néo-roman sera la copie conforme du cloître monacal d'antan. Le chanoine Gérard Sifferlen initia et accompagna la restauration d'ensemble de la basilique. Louis Wiederkehr, artiste peintre de Soultz (1925–2010), travailla à la restauration de l'intérieur de l'édifice, auquel il redonna le cachet du baroque, avec goût et finesse.

### Peinture
Une iconographie de 1680 offert en ex-voto se trouve exposée parmi les nombreux tableaux qui ornent les murs à l'intérieur de la basilique. L'un de ces ex-voto représente Ignace Ditterle de Soultz, qui prit de folie vint implorer la guérison à la Vierge de Thierenbach. Redevenu sain d'esprit, il fut libéré de sa folie. À ses côtés sont représentés Saint François d'Assise et Saint-Odilon. On remarque sur le même tableau le paysage de la ville de Soultz et le couvent des Capucins, le prieuré de Thierenbach et l'ermitage de Sainte Anne. Ce tableau a été restauré en 1989 par L. Wiederkehr.

### Chapelle du Bon Pasteur

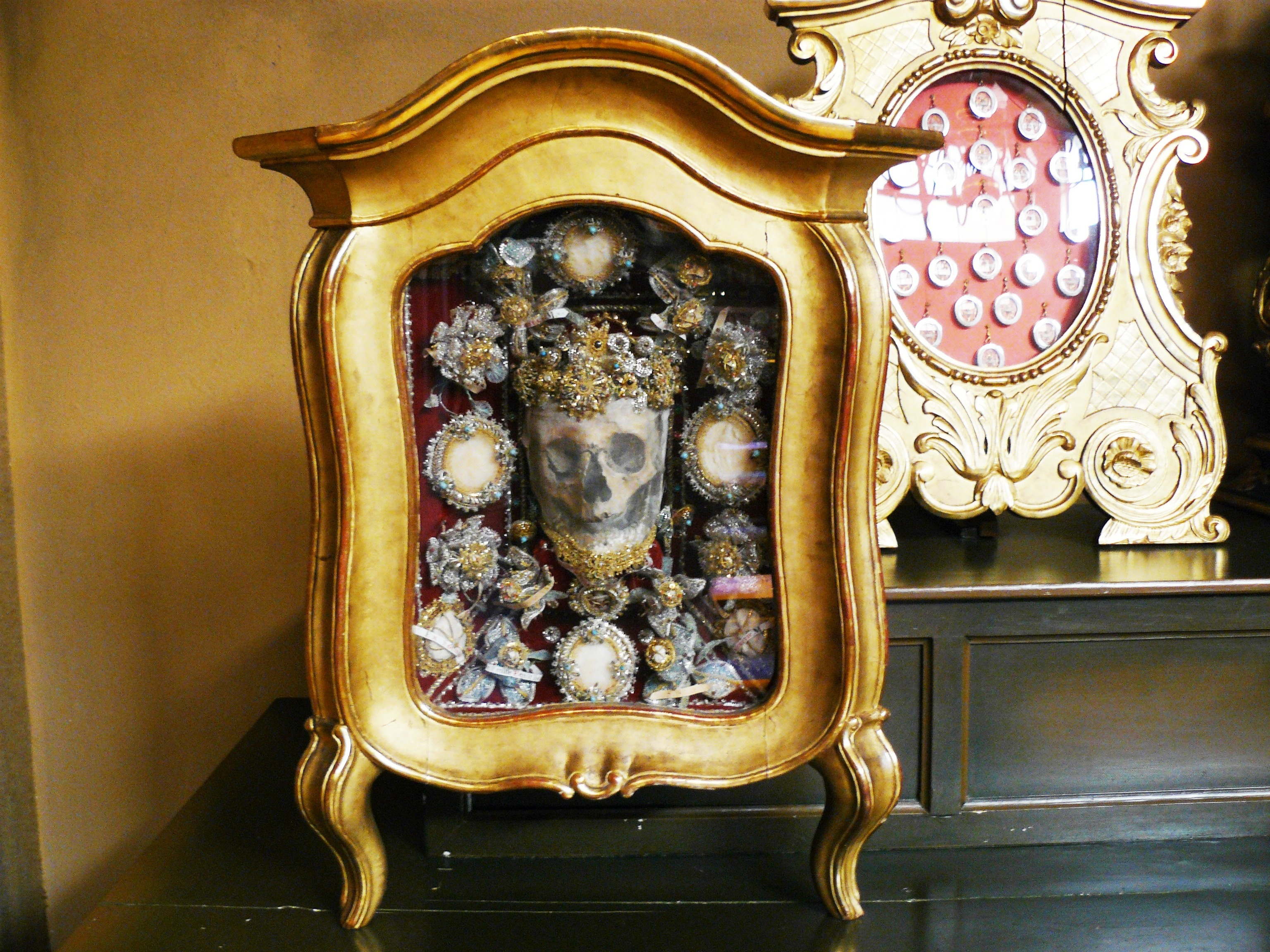
Châsse de style Louis XIV contenant des reliques, exposée dans la petite chapelle du Bon Pasteur construite après la seconde guerre mondiale.

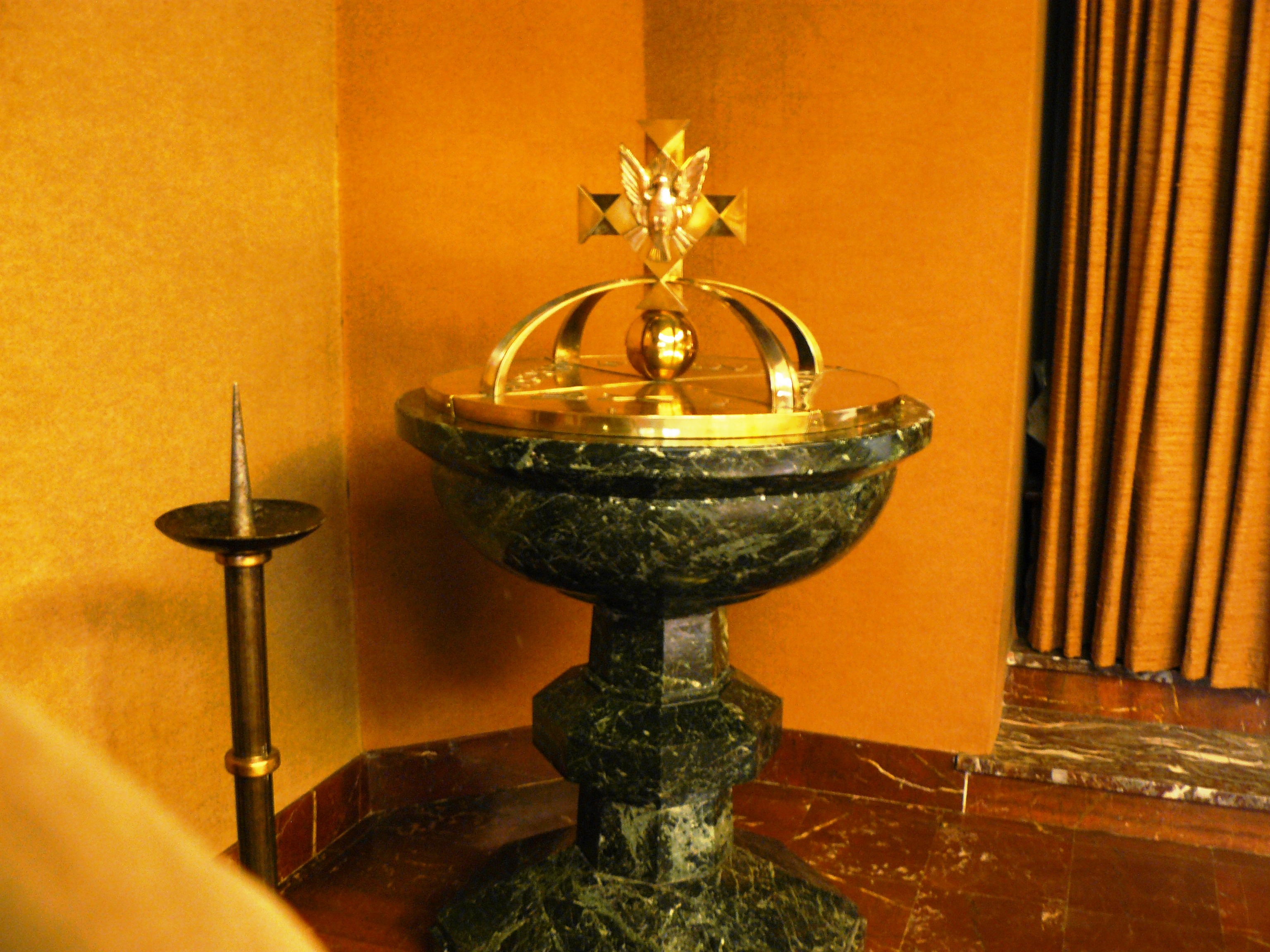
Baptistère surmonté d'une croix avec le Saint-Esprit (réalisation Treser Frères de Strasbourg).

Construite après la Seconde Guerre mondiale et accolée à la basilique, la chapelle sert aussi de refuge aux reliques de Thierenbach. Ces reliques dont on peut voir une partie dans une châsse en verre ont été envoyées de Rome en 1921 par l'entremise du Père Jésuite Haeffelé. Le sanctuaire de Thierenbach possède différentes reliques dont celles de Saint Ignace, François Xavier, Pierre Claver, François Borgia, Jean-François Régis, François De Geronimo, Louis de Gonzague, Jean Berchmans, Stanislas Kostka, Alphonse Rodriguez, Paul Miki, Jean Soan de Goto, Jacques Kisaï, Bernardin Realino, Antoine Baldinucci, Pierre Berni, Alphonse Packes, Paul de la Croix, Gabriel de la Mère des Douleurs, Victor Rémi, Louis Geneviève, Marguerite-Marie Alacoque, Benoît-Joseph Labre, Fidèle de Sigmaringen (une des rares reliques de ce saint capucin qui aurait séjourné à Ensisheim, en Alsace. Cette dernière a probablement été offerte au prieuré par le couvent des capucins d'Ensisheim). Quelques reliques placés dans les reliquaires de saint Antoine, saint François d'Assise, sainte Thérèse de l'enfant Jésus. L'autel du Bon Pasteur et le baptistère sont des réalisations de M. Brutschy de Ribeauvillé. Le baptistère porte l'inscription suivante: Exi diabole intra Christe!, sor démon, entre ô Christ !. Le tabernacle et le couvercle du baptistère sont sortis des ateliers Treser Frères de Strasbourg.

### Les ex-voto

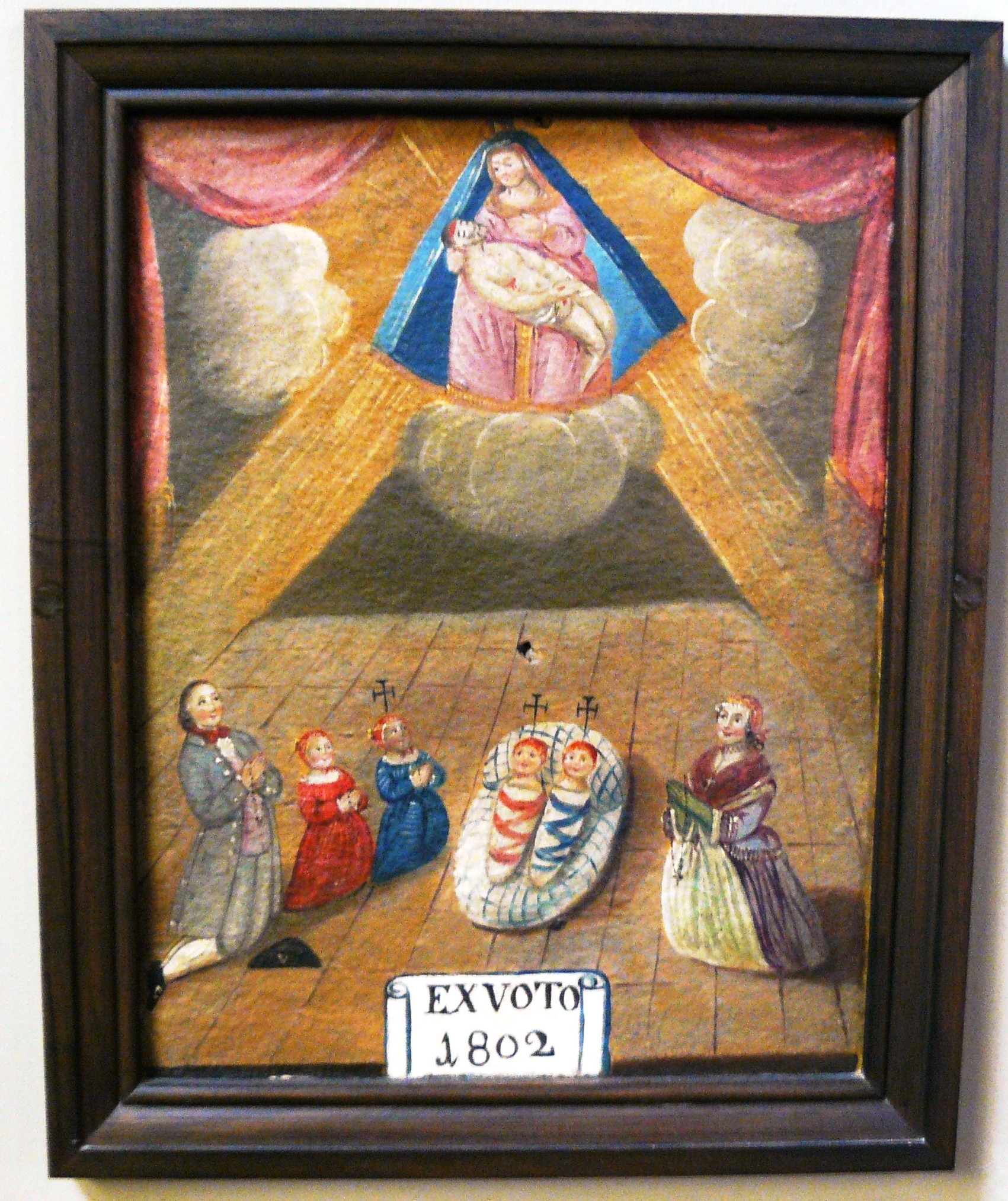
Ex-voto de 1802 dans la basilique de Thierenbach.

L'intérieur de la basilique de Thierenbach comporte une série d'images votives qui témoignent de la reconnaissance à Notre Dame pour la protection apportée au cours d'un évènement particulier. Ces images votives sont généralement appelées des ex-voto. La coutume des ex-voto est très anciennes. Dès le XVe siècle dans la basilique on trouve un ex-voto de la famille des Habsbourg qui remercia la Vierge de Thierenbach d'avoir exaucé un vœu. C'était une image brodée de la sainte Vierge avec l'enfant Jésus et un vœu de l'empereur du Saint-Empire Ferdinand Ier. Un nombre important d'ex-voto est consacré à la guerre 1939–1945. Ils montrent les heures douloureuses vécues par les Alsaciens de l'époque : l'incorporation de force dans la Wehrmacht, les camps de prisonniers en Russie, les bombardements de 1944–1945.

### Rénovation du parvis
Entre 2008 et 2010, sous l'impulsion de Patrick Koehler, alors recteur de la basilique, et Philippe Marchal, président du Conseil de fabrique et conseiller municipal, d'importants travaux de rénovation du parvis ont été entrepris pour un montant de 1,7 million d'euros. Le président-directeur général d'EDF, Henri Proglio, a assisté à l'inauguration du parvis en tant que représentant de la fondation EDF qui finance l'illumination du sanctuaire.

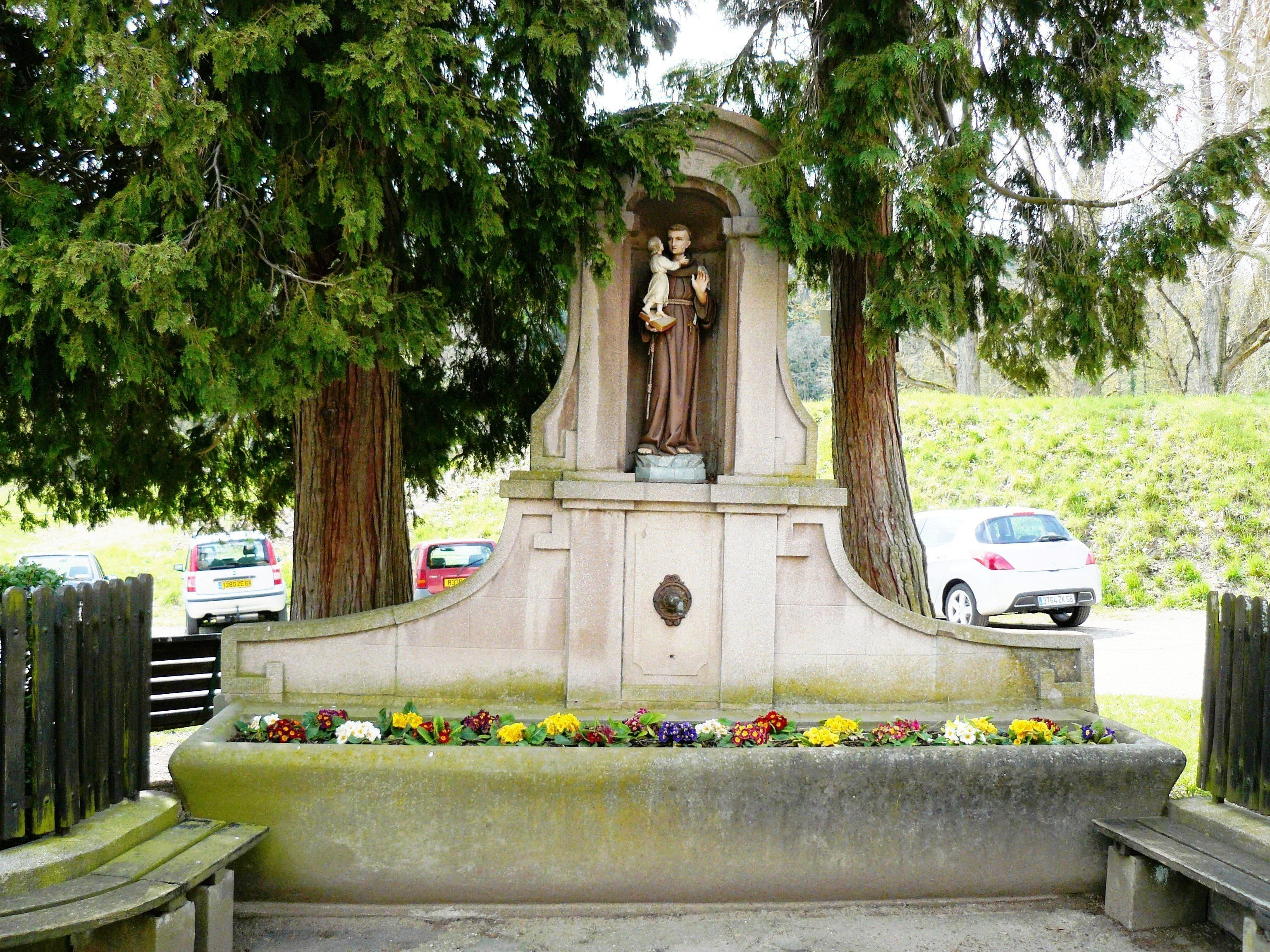
La fontaine Saint-Antoine à Thierenbach.

## Anciens vestiges et petits monuments

### Fontaine Saint-Antoine
La fontaine se trouve à deux pas d'un calvaire daté de 1750 pas très loin d'un étang et à côté de la basilique de Thierenbach.

### Dalle funéraire des Schauenburg

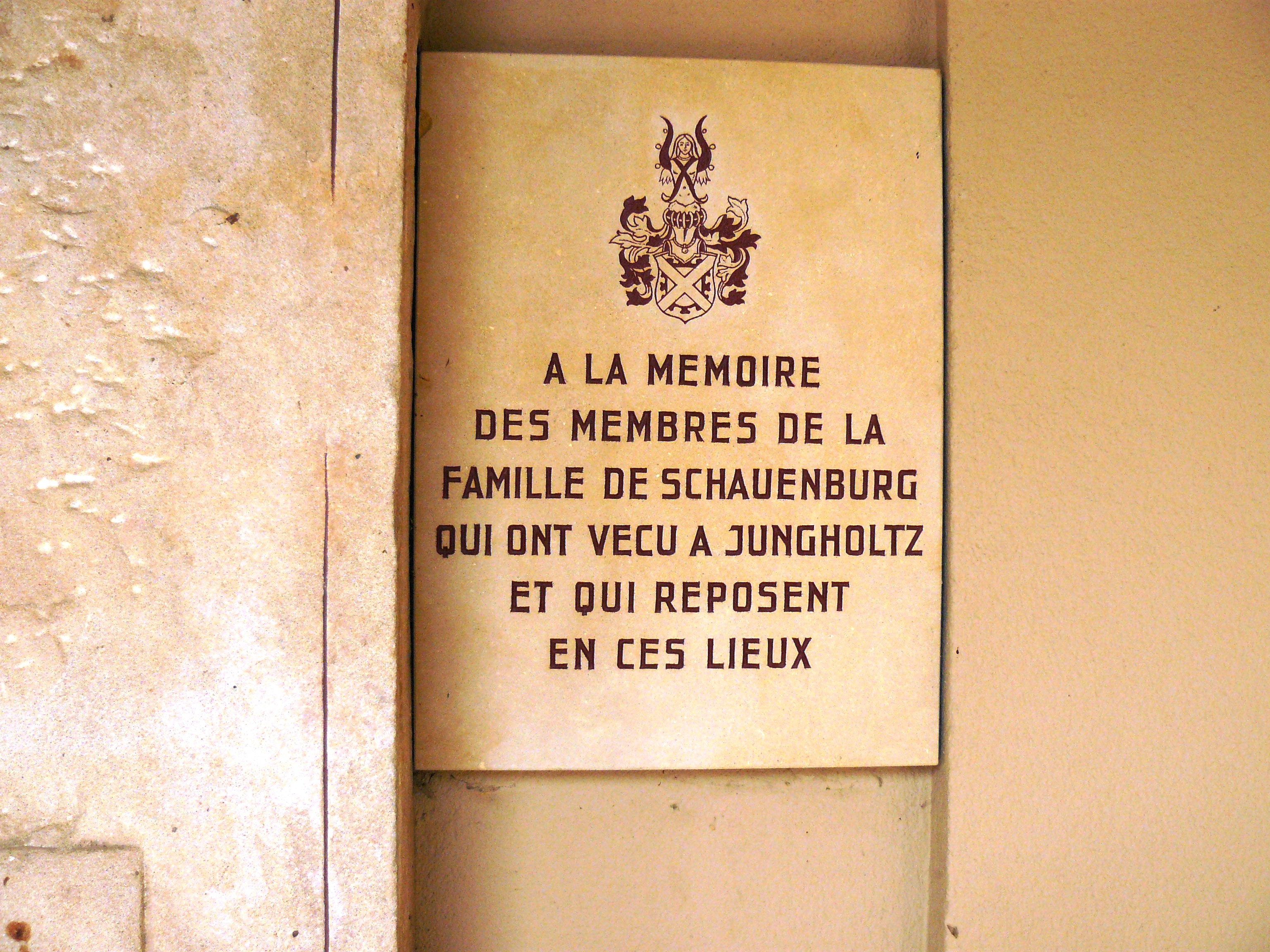
Dalle funéraire des Schauenburg exposée dans la galerie du cloître de la basilique de Thierenbach.

Lors de la réfection du dallage de la basilique ont été retrouvées quelques anciennes dalles funéraires dont celle de la famille des Schauenburg, bienfaitrice du prieuré de Thierenbach. Toutes ces dalles sont exposées dans la galerie, derrière l'église.

### Pierre tombale
Adossée au côté sud de la nef, la galerie des pèlerins est édifié en 1946. Elle abrite plusieurs fragments lapidaires et autres fragments. La pierre tombale porte une inscription rédigée : « Apolline Muller, née en Suisse à Willisau dans le canton de Lucerne. Que Dieu lui donne la grâce, Gnada ».

## Sainte-Anne
Sainte-Anne qui se trouve dans la forêt, au-dessus du Prieuré de Thierenbach était un ancien lieu de pèlerinage. Une chapelle plusieurs fois restaurée marquait la présence d'un ermitage dont les origines se perdent dans la nuit des temps. En 1877 on y a construit une auberge ; en 1922 elle devint le « Grand Hôtel Saint-Anne », puis le bâtiment est acquis en 1928 par la Caisse d'Assurance des employés de Strasbourg. Après la Seconde Guerre mondiale le bâtiment abrita la maison de repos de la caisse régionale de Sécurité sociale.

## Activités spécifiques

### Liste des grands pèlerinages
Le sanctuaire de Thierenbach est un lieu de pèlerinage tant individuel que collectif. Chaque année, il y a des pèlerinages particulièrement importants :
- en mai, le pèlerinage des « gens du voyage »[6] ;
- en juin, pèlerinage des Polonais ; pèlerinage des malades et personnes âgées ;
- en septembre, le pèlerinage des Ukrainiens de l'Est[7], qui célèbrent dans le rite byzantin ;
- en octobre, pèlerinage de l'Union nationale des combattants (UNC)[8],[9].

### Un lieu de culture musicale
Thierry Mechler, organiste titulaire des Grandes orgues de Thierenbach, a lancé une série de concerts pour promouvoir l'orgue du sanctuaire et la musique classique. L'association des Amis de l'Orgue de Thierenbach (AOT), dont le recteur est vice-président, a été constitué à cet effet. Chaque année sont donc organisées des « musicales » qui sont des séries de concerts d'orgue, de piano ou de chants dont la fréquence est mensuelle ou trimestrielle.

## Liste des recteurs et assistants
Ont été chanoines de la basilique et curé des villages Jungholtz, Rimbach-Zell et Rimbach-près-Guebwiller :
- ??–2005 : Gérard Sifferlen (mis en retraite) ;
- 2005–2010 : Patrick Koehler (nommé recteur du mont Sainte-Odile) ;
- 2010–2022 : Denis Simon[10] ;
- 2022–présent : Patrick Koehler.

Ont été vicaires ou prêtres coopérateurs :
- ?? : Guy Ruhlmann (nommé curé de Saint-Hippolyte) ? ;
- ??–1999 : Marc Grosstéphan[11] (nommé curé de Soultz) ;
- ?? : Jean-François Harthong (nommé curé à Durrenbach[12]) ;
- 2008–2011 : Tim Dietenbeck (nommé curé de Dettwiller[13]) ;
- 2011–présent : Jean-Georges Buckel[14].